# Skrinda
Skrinda war ein schwedisches Gewichtsmaß und bedeutete Wagen. Als Holzkohlenmaß
teilte es sich in ganze und halbe Ryss/Ryß.
- 1 Skrinda = 18 Tonnen = 1 Stor-Stig
- ½ Ryss = 20 Tonnen
- 1 Ryss = 40 Tonnen, möglich auch nur 24 Tonnen.
- 1 Großes Ryss 40 Tonnen
- 1 Halbryss = 20 Tonnen
- 1 Stig/Ganzer Stig = 20 Tonnen
- im Handel 1 Stig = bis 24 Tonnen

Ein großer Stig (Stor-Stig) war 1 ½ mal so viel wie ein Stig.
- 1 Last = 12 Tonnen
- 1 Stig = 12 Tonnen = (zwischen 672 Kannen (kann) und 645,58 Kannen (muss)) = etwa 1,6896 Kubikmeter